# Augusta Brito
Augusta Brito, née le 27 mai 1976 à Fortaleza, est une infirmière et femme politique brésilienne. Elle est sénatrice fédérale depuis le 1er février 2023. 
Débutant son parcours au PPS, elle est élue maire de Graça avant de devenir députée de l'État de Ceará avec le PCdoB. En 2022, elle rejoint le PT et est élue première suppléante sénatrice.
Secrétaire à l'Articulation politique du Ceará auprès du gouverneur Elmano de Freitas (PT) entre avril et juillet 2024, elle revient au Sénat fédéral après la candidature et la victoire aux élections municipales de sa seconde suppléante sénatrice Janaína Farias.

## Biographie

### Parcours professionnel et politique
Augusta Brito est diplômée en droit et sciences infirmières, elle est la fille d'Augusto Brito, ancien maire de Graça, ville dans laquelle elle se présente lors des élections de 2004 avec le Parti populaire socialiste, elle est élue avec 62,76% des suffrages dès le 1er tour face à Maria Iraldice de Alcântara.
Lors des élections de 2008, Augusta Brito est à nouveau réélu dès le 1er tour, avec 50,2% des voix, se présentant cette-fois ci à l'élection avec le Parti communiste du Brésil.
En 2013, elle quitte ses fonctions de maire et est nommée secrétaire d'État à l'Éducation de São Benedito, fonction qu'elle conserve jusqu'en 2014, date à laquelle elle se présente pour être députée d'État de Ceará, elle est élue avec 50 849 des voix. En 2018, elle est réélue avec 67 251 voix.

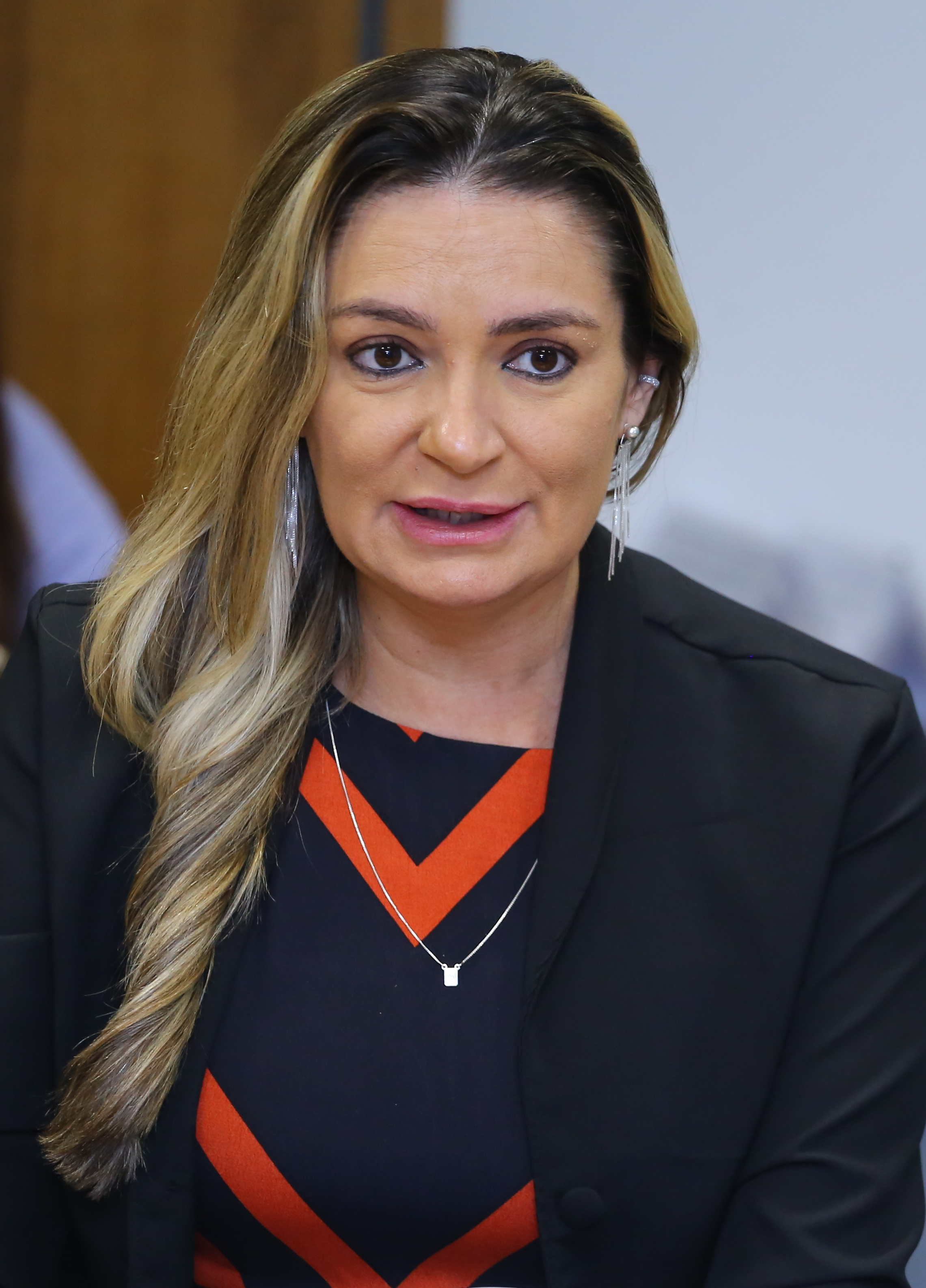
Augusta Brito en 2022.

À l'Assemblée législative de Ceará, elle occupe les fonctions de vice-présidente et première femme chef du gouvernement de l'État, dirigé par Camilo Santana, elle a exercée la fonction de procureur spécial pour les femmes et a présidé le Comité pour l'étude de la monnaie et des limites territoriales de Ceará.
En juillet 2022, Augusta Brito rejoint le Parti des travailleurs, elle est désignée comme première suppléante de Camilo Santana, se présentant comme sénateur, il est élu avec 3 389 513 des voix.
En janvier 2023, elle est annoncée comme future sénatrice, en raison de la nomination de Camilo Santana en tant que ministre de l'Éducation, elle prend ses fonctions le 1er février 2023, après l'investiture puis la démission du ministre de son mandat de parlementaire.
En mars 2023, elle est élue vice-présidente de la commission des Services d'Infrastructure du Sénat fédéral. En avril 2023, elle participe à la délégation présidentielle de Lula en Chine, parmi 4 autres sénateurs, dont Jussara Lima.